# Sweetest Thing
Sweetest Thing è un brano musicale degli U2, originariamente pubblicato nel 1987 come b-side del singolo Where the Streets Have No Name. Il brano è stato in seguito registrato nuovamente e pubblicato come singolo per il greatest hits The Best of 1980-1990 nel 1998. La canzone ha raggiunto la vetta delle classifiche sia in Canada che in Irlanda, la seconda in Italia e la terza nel Regno Unito.
Il brano è stato scritto da Bono per scusarsi con sua moglie Alison Hewson per essersi dimenticato del suo compleanno durante le sessioni di The Joshua Tree. Su richiesta di Alison, è stato utilizzato per raccogliere fondi per l'organizzazione umanitaria che si occupa dei bambini di Černobyl'.
Per promuovere il singolo nel 1998, la Island Records ha distribuito delle barrette di cioccolata Sweetest Thing, confezionate per sembrare un CD, in tutta Europa. Questi prodotti sono diventati degli oggetti molto ricercati fra i collezionisti nei primi anni del 2000.

## Video musicale
Nel video prodotto per Sweetest Thing e diretto da Kevin Godley, la frase "I'm sorry" (Mi dispiace) (ed alcune sue variazioni) può essere letta svariate volte nel corso del video. Nel video fanno una apparizione i Riverdance, i Boyzone, Steve Collins, gli Artane Boys Band, ed i Chippendales. Anche The Edge, Adam Clayton, Larry Mullen Jr., Norman Hewson (fratello di Bono), Dik Evans (fratello di The Edge), ed Ali Hewson, compaiono nel video, insieme agli U2.

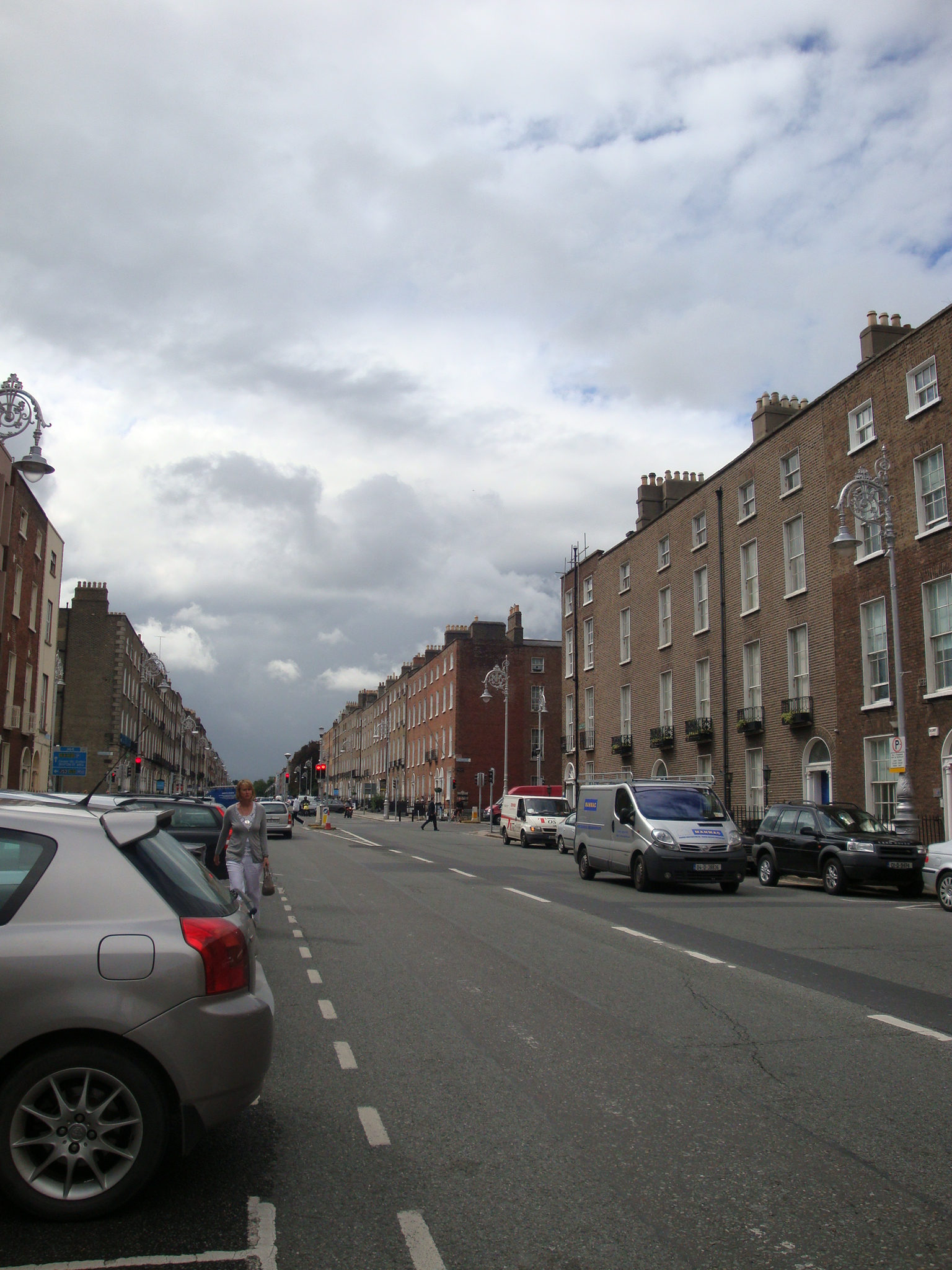
Fitzwilliam Street, la strada di Dublino dove è stato girato il video

## Tracce

### Versione 1
1. Sweetest Thing (The Single Mix) – 3:00
2. Twilight (Live from Red Rocks, June 5, 1983) – 4:29
3. An Cat Dubh / Into the Heart (Live from Red Rocks, June 5, 1983) – 7:14

### Versione 2
1. Sweetest Thing (The Single Mix) – 3:00
2. Stories for Boys (Live from Boston, March 6, 1981) – 3:02
3. Out of Control (Live from Boston, March 6, 1981) – 4:25

### Versione 3
1. Sweetest Thing (The Single Mix) – 3:00
2. With or Without You (Album version) – 4:56

## Formazione
U2
- Bono - voce
- The Edge - piano, chitarra, cori
- Adam Clayton - basso
- Larry Mullen Jr. - batteria

Musicisti aggiuntivi
- musicisti non accreditato - strumenti ad arco

## Classifiche
| Classifica (1998)               | Posizione massima |
| ------------------------------- | ----------------- |
| Australia                       | 6                 |
| Austria                         | 7                 |
| Belgio (Fiandre)                | 23                |
| Belgio (Vallonia)               | 33                |
| Canada                          | 1                 |
| Europa                          | 3                 |
| Finlandia                       | 6                 |
| Francia                         | 18                |
| Germania                        | 21                |
| Irlanda                         | 1                 |
| Italia                          | 1                 |
| Norvegia                        | 4                 |
| Nuova Zelanda                   | 3                 |
| Paesi Bassi                     | 7                 |
| Regno Unito                     | 3                 |
| Spagna                          | 2                 |
| Stati Uniti                     | 63                |
| Stati Uniti (adult alternative) | 4                 |
| Stati Uniti (alternative)       | 9                 |
| Stati Uniti (mainstream rock)   | 31                |
| Svezia                          | 6                 |
| Svizzera                        | 28                |